# Městský Fotbalový Klub Karviná
Il Městský Fotbalový Klub Karviná, meglio noto come MFK Karviná, è una società calcistica ceca con sede nella città di Karviná. Milita nella 1. liga, la massima serie del campionato ceco di calcio.

## Palmarès

### Competizioni nazionali
- Fotbalová národní liga: 3

1995-1996, 2015-2016, 2022-2023

### Altri piazzamenti
- Fotbalová národní liga:

Secondo posto: 1997-1998

## Organico

### Rosa 2023-2024
| N. |                               | Ruolo | Calciatore         |
| -- | ----------------------------- | ----- | ------------------ |
| 2  | Nigeria (bandiera)            | C     | David Moses        |
| 3  | Nigeria (bandiera)            | C     | Emmanuel Ayaosi    |
| 4  | Costa d'Avorio (bandiera)     | C     | Aboubacar Traore   |
| 6  | Rep. Ceca (bandiera)          | C     | Sebastian Boháč    |
| 7  | Slovacchia (bandiera)         | A     | Alex Iván          |
| 9  | Rep. Ceca (bandiera)          | C     | Pavel Kacor        |
| 10 | Capo Verde (bandiera)         | C     | Papalelé           |
| 11 | Montenegro (bandiera)         | D     | Andrija Ražnatović |
| 12 | Rep. Ceca (bandiera)          | C     | Dominik Zak        |
| 15 | Macedonia del Nord (bandiera) | D     | Filip Antovski     |
| 16 | Montenegro (bandiera)         | D     | Momčilo Raspopović |
| 17 | Slovacchia (bandiera)         | C     | Martin Regáli      |
| 18 | Rep. Ceca (bandiera)          | D     | Jiří Bederka       |
| 19 | Nigeria (bandiera)            | A     | Adeleke Akinyemi   |
| 20 | Brasile (bandiera)            | C     | Kahuan Vinícius    |

| N. |                                 | Ruolo | Calciatore      |
| -- | ------------------------------- | ----- | --------------- |
| 23 | Rep. Ceca (bandiera)            | D     | Jaroslav Svozil |
| 23 | Rep. Ceca (bandiera)            | C     | Lukáš Budínský  |
| 24 | Slovacchia (bandiera)           | D     | Matej Čurma     |
| 25 | Rep. Ceca (bandiera)            | D     | Jiří Fleišman   |
| 26 | Nigeria (bandiera)              | A     | Lucky Ezeh      |
| 28 | Rep. Ceca (bandiera)            | C     | Patrik Čavoš    |
| 29 | Slovacchia (bandiera)           | C     | Rajmund Mikuš   |
| 30 | Rep. Ceca (bandiera)            | P     | Jakub Lapeš     |
| 31 | Rep. Ceca (bandiera)            | P     | Jiří Ciupa      |
| 33 | Brasile (bandiera)              | D     | Kaka            |
| 37 | Slovacchia (bandiera)           | D     | Dávid Krčík     |
| 77 | Slovacchia (bandiera)           | P     | Dominik Holec   |
| 99 | Bosnia ed Erzegovina (bandiera) | C     | Amar Memić      |
|    | Rep. Ceca (bandiera)            | A     | Martin Doležal  |